# ザーズ
ザーズ（フランス語: Zaz、1980年5月1日 - ）は、フランスのシンガーソングライターである。本名はイザベル・ジュフロワ（Isabelle Geffroy）。

## 来歴
フランス・アンドル＝エ＝ロワール県トゥールにて誕生した。父親は電気会社の勤め人、母親はスペイン語教師であった。1985年、5歳の時、地元トゥールの音楽学校に入学、在学中はヴァイオリン、音楽理論、合唱、ピアノ、ギターなどを学んだ。1994年にボルドーに移った。 この頃は、歌のレッスンを受け、カンフーを学んでいた。2000年、地域協議会から奨学金を受け、ボルドーにあるCIAM音楽学校に入学した。在学中はジャズ、バスク音楽、キューバ音楽、ラテン音楽、アフロ音楽、クラシック音楽などの影響を受け、同時にアンサンブル活動を行っていた。2006年にパリに渡る。ブルースバンドであるフィフティ・フィンガーズに参加、その後もさまざまな音楽グループでボーカルを務めた。
2010年5月10日、シングル「Je veux (私の欲しいもの)」を含むファースト・アルバム『モンマルトルからのラブレター』をリリースした。彼女は、いくつかのテレビやラジオに招かれ番組に出演、紹介された。フランス各地を巡り、さらに、カナダ、スイス、ベルギー、ドイツ、イタリアにも飛んだ。
『モンマルトルからのラブレター』は、ドイツ、スイス、ベルギー、ギリシャ、ロシア、クロアチアなどでトップ10内に入り国際的にヒットした。むろん、フランスでは第1位であった。ドイツ、スイス、ロシア、ポーランドでプラチナムを獲得、ベルギーではダブルプラチナムを獲得した。オーストリアではゴールドだった。また、フランスにおいてはダイアモンドを獲得するなど大ヒットしている。
『モンマルトルからのラブレター』、および2013年に発売された2枚目のアルバム『ZAZ〜私のうた』は世界50か国で、4年間に計300万枚以上の売り上げを記録した。ヨーロッパ・ボーダー・ブレーカーズ賞、リベレーション・ソング賞、カナダのフェリックス賞、フランスの歌謡大賞「Victoire de la Musique」、フランスの新人賞「Prix Constantin」など、数多くの国際的な賞を受賞している。
大物プロデューサー、クインシー・ジョーンズを迎えて制作された3枚目のアルバム『PARIS〜私のパリ〜』は、パリ、そしてエディット・ピアフ、エラ・フィッツジェラルドやフランク・シナトラなどの偉大なミュージシャンへのオマージュが込められており、シャルル・アズナヴールをはじめとする豪華アーティストとの共演も実現したシャンソン・トリビュート・アルバムとなっている。

## ディスコグラフィ

### スタジオ・アルバム
- 『モンマルトルからのラブレター』 - Zaz (2010年)
- 『ZAZ〜私のうた』 - Recto verso (2013年)
- 『PARIS〜私のパリ〜』 - Paris (2014年) ※シャンソン・カバー・アルバム
- 『エフェ・ミロワール〜心、重ねて〜』 - Effet miroir (2018年)
- 『イザ』 - Isa (2021年)

### ライブ・アルバム
- 『ライブ!〜聞かせてよ、愛の歌を〜』 - Sans tsu tsou: Live Tour (2011年)
- 『オン・ザ・ロード』 - Sur la route (2015年)

### シングル
- "Je veux" (2010年)
- "Le long de la route" (2010年)
- "La fee" (2011年)
- "Éblouie Par La Nuit" (2012年)
- "On ira" (2013年)
- "Qué vendrá" (2018年)

### その他の音楽作品
- Le chemin de pierre (2014年) ※with ノルウェン・ルロワ、テテ